# Emil Brugsch

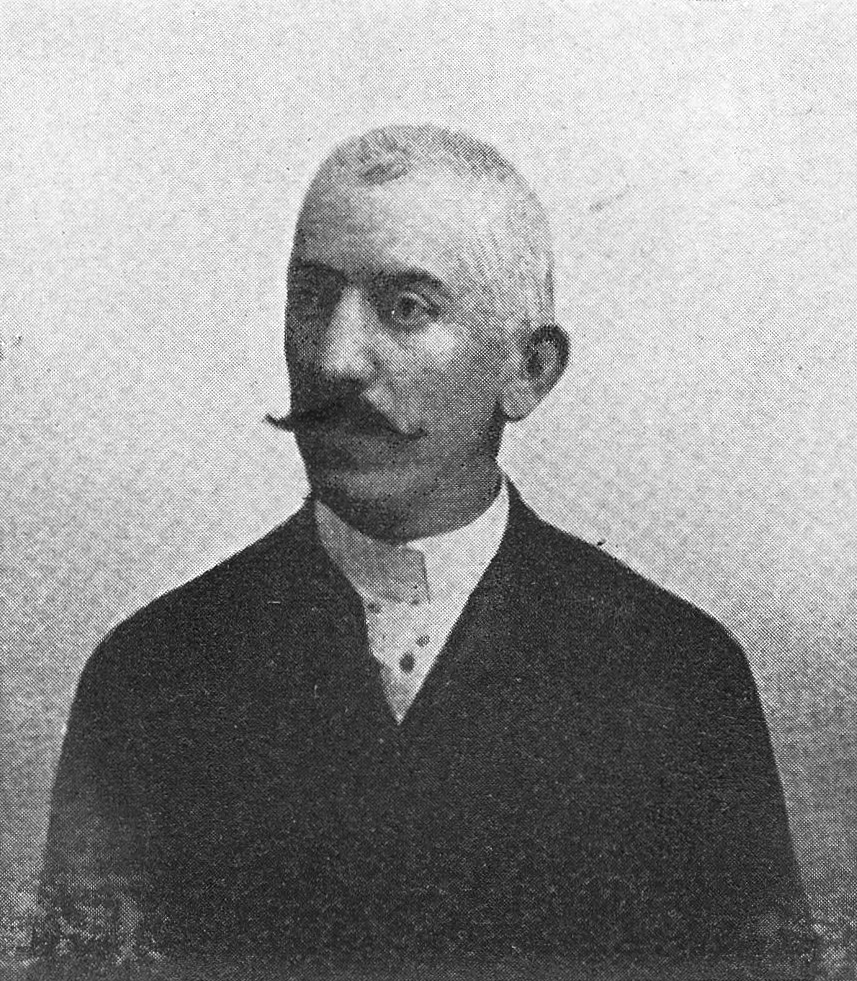
Emil Brugsch (undatiert)

Emil Brugsch (* 24. Februar 1842 in Berlin; † 14. Januar 1930 in Nizza; vollständiger Name: Émile Charles Albert Brugsch) war ein deutscher Ägyptologe.

## Leben
Emil Brugsch war ein Sohn des preußischen Gendarmerie-Wachtmeisters Ernst Wilhelm Brugsch (1796–1858) und dessen Ehefrau Dorothea Brugsch geb. Schramm († 1868). Nach einem abenteuerlichen Leben, das ihn nach Brasilien führte, schloss er sich 1870 seinem älteren Bruder Heinrich Brugsch in Ägypten an. Zunächst war er Direktionsassistent des Museums in Bulaq und anschließend Konservator des Ägyptischen Museums in Kairo, wo er sich beim Verkauf von Artefakten bereicherte. Nachdem ihm Auguste Mariette Einhalt gebot, machte er Brugsch zu einem wertvollen Mitarbeiter. Er wurde Assistent von Mariette und Gaston Maspero. Dabei war er besonders bei der Bergung der Mumien aus der Cachette von Deir el-Bahari in Theben-West beteiligt. Unter den hier entdeckten Mumien befand sich auch die von Ramses II.
Für seine langjährige Arbeit zunächst am Museum in Bulaq und später nach Gründung am Ägyptischen Museum in Kairo erhielt er von der ägyptischen Regierung die Ehrentitel Bay und Pascha.
Nach dem Tod seines Bruders 1894 zog er sich 1914 nach Nizza zurück, wo er auch starb.

## Aleister Crowley
Brugsch unterstützte den Autor und Okkultisten Aleister Crowley 1904, indem er die Stele der Offenbarung von seinem Assistenten übersetzen ließ. Die Stele und die Übersetzung wurden ein wesentlicher Bestandteil von Crowleys Werk Das Buch des Gesetzes und seiner Gründung von Thelema.

## Schriften (Auswahl)
- Der neue ägyptische Mumienfund. In: Illustrirte Zeitung vom 17. September 1881.
Abdruck in: Jürgen Sorge (Hrsg.): Die Mumien von Ägypten. Ein Lesebuch. Engelsdorfer Verlag, Leipzig 2012, ISBN 978-3-86268-989-7, S. 78 ff.
- Le livre des rois, contenant la liste chronologique des rois, reines, princes, princesses et personnages importants de l’Egypte depuis Ménès jusqu'à Nectanebo II. Kairo 1887.
- Die aegyptischen Königsmumien, Alterthümer und Denkmäler, nach der Natur photographirt. Grosser, Leipzig 1887.
- La tente funéraire de la princesse Isimkheb provenant de la trouvaille de Déir el-Baharî. Kairo 1889.
- Harry Nehls: Der große und der kleine Brugsch. In: Berlinische Monatsschrift (Luisenstädtischer Bildungsverein). Heft 7, 1998, ISSN 0944-5560, S. 45–51 (luise-berlin.de).